# Parque Nacional de Ankarafantsika
O Parque Nacional de Ankarafantsika fica no Nordoeste de Madagáscar, na região de Boeny. 

## Geografia
O parque é situado a 114 km da capital da região, Mahajanga e 450 km de Antananarivo. Ele é travessado pela estrada nacional No. 4 - Mahajanga - Antananarivo. As proximas cidades são Andranofasika (4 km), Ankazomborona (23 km) e Marovoay (41 km). 
A fronteira do Este do parque è o  Rio Mahajamba e do ouesto o Rio Betsiboka. O Lago Ravelobe também faz parte desse parque nacional.

### Artigos connexados
- Madagascar
- Boeny

## Referencias
- (em francês) Madagascar National Parks Ankarafantsika (francês, inglês, italiano)